# Tiffani Thiessen
Tiffani Amber Thiessen (Long Beach, Kalifornia, 1974. január 23. –) amerikai színésznő. 
Legismertebb szerepe Valeria Malone a Beverly Hills 90210 című sorozatban.

## Élete

### Származása
Tiffani Thiessen Long Beach-en, Kaliforniában született. Apja, Frank Thiessen park tervező, német származású. Édesanyja, Thiessen lakberendező, angol származású.

### Magánélete
2005-ben házasodott össze Brady Smithszel. 2010. június 15-én leánygyermekük született.

## Filmszerepei
| Év   | Cím                                                     | Szerep                       | Egyéb                   |
| ---- | ------------------------------------------------------- | ---------------------------- | ----------------------- |
| 1989 | Saved by the Bell                                       | Kelly Kapowski               | Tévésorozat (1989–1993) |
| 1990 | Egy rém rendes család                                   | Heather McCoy                |                         |
| 1992 | Saved by the Bell: Hawaiian Style                       | Kelly Kapowski               | TV film                 |
| 1992 | A Killer Among Friends                                  | Jenny Monroe                 | TV film                 |
| 1993 | Kaszakő                                                 | Tracy                        |                         |
| 1993 | Saved by the Bell: The College Years                    | Kelly Kapowski               | Tévésorozat (1993–1994) |
| 1994 | Saved by the Bell: Wedding in Las Vegas                 | Kelly Kapowski               | TV film                 |
| 1994 | Beverly Hills 90210                                     | Valerie Malone               | Tévésorozat (1994–1998) |
| 1995 | A Ted Bundy sztori                                      | Jennifer Gallagher           | TV film                 |
|      | Ő egyedül küzdött                                       | Caitlin Rose                 | TV film                 |
| 1995 | Az idegen, akivel élek                                  |                              |                         |
| 1996 | Tűzvirágok                                              | Alison Sullivan              | TV film                 |
| 1996 | Buried Secrets                                          | Annalisse Vellum             | TV film                 |
| 1999 | Speedway Junky                                          | Wilma Price                  |                         |
| 1999 | Alkonyattól pirkadatig 2                                | Pam                          |                         |
| 1999 | A férjfogó                                              | Rebecca Melini/Juliette      |                         |
| 2000 | Ivans XTC                                               | Marie Stein                  |                         |
| 2000 | A csajozás ásza                                         | Honey DeLune                 |                         |
| 2000 | Sípolj, ha tudod mit nyeltél tavaly disznóvágáskor      | Hagitha Utslay               |                         |
| 2001 | Everything But the Girl                                 | Denise                       | TV film                 |
| 2001 | A Christmas Adventure from a Book Called Wisely's Tales | Vixen (voice)                |                         |
| 2001 | Divatalnokok                                            | Amy Watson                   | 3 rész                  |
| 2002 | Hollywoody történet                                     | Sharon Bates                 |                         |
| 2002 | Halálos iramban                                         | Wilhelmina 'Billie' Chambers | Tévésorozat (2002–2003) |
| 2005 | Just Pray                                               |                              | Rövidfilm               |
| 2006 | Stroller Wars                                           | Lainey                       | Tévésorozat             |
| 2007 | Vírus a fedélzeten                                      | Kayla Martin                 | TV film                 |
| 2007 | Miért pont Brian?                                       | Natasha Drew                 | Tévésorozat             |
| 2009 | White Collar                                            | Elizabeth Burke              |                         |